# Пташук Михайло Миколайович
Миха́йло Микола́йович Пташу́к (28 січня 1943, Федюки, Ляховицький район, Берестейська область, Білоруська РСР — 26 квітня 2002, Москва, Росія) — білоруський кінорежисер. Заслужений діяч мистецтв Білорусі (1982). Народний артист Білорусі (1990). Лауреат Державної премії Білорусі (1982). Професор.

## Біографічні відомості

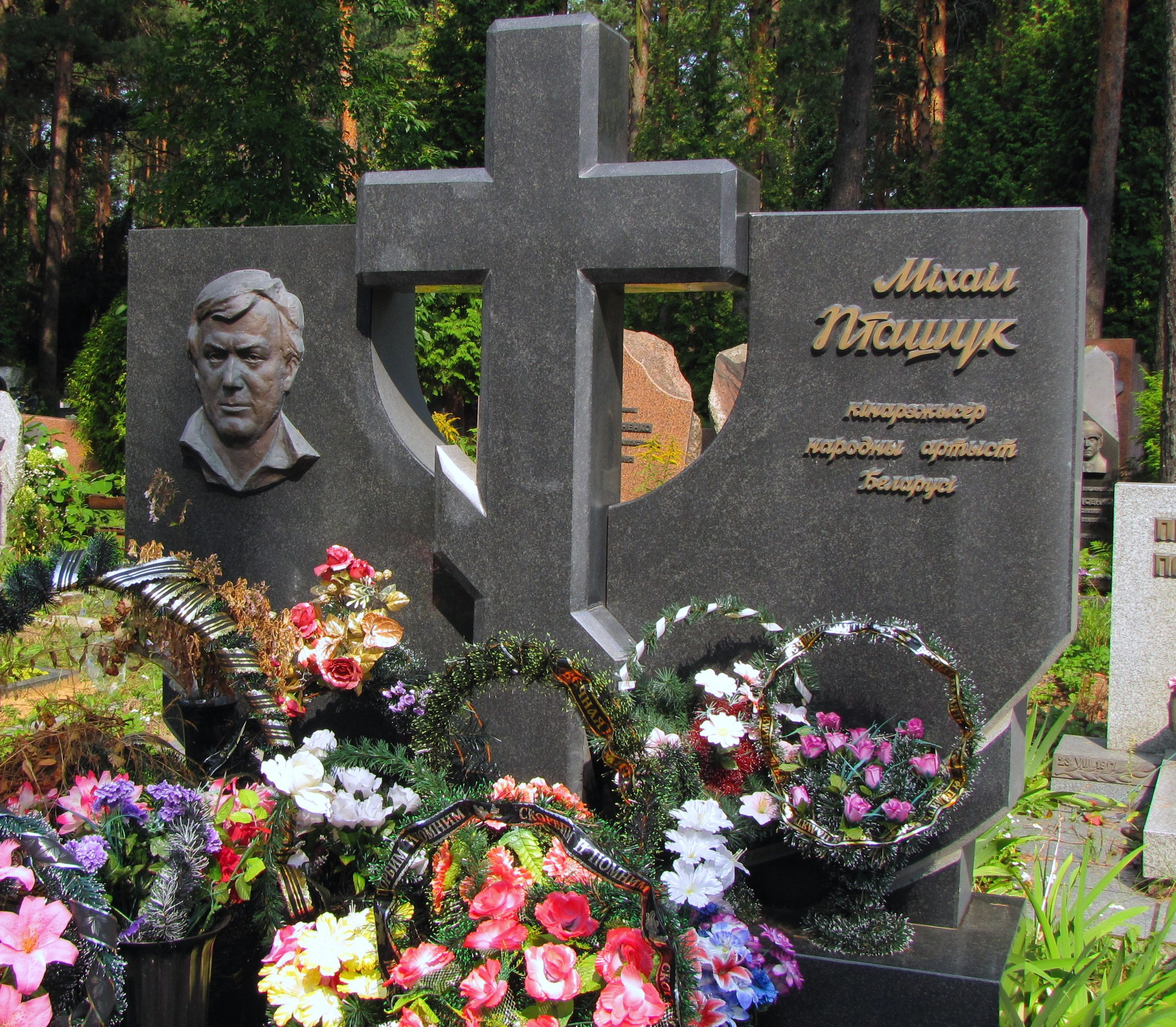
Місце поховання. Мінськ

1967 року закінчив Московське театральне училище імені Бориса Щукіна.
1972 року навчався на Вищих режисерських курсах Держкіно СРСР в майстерні Георгія Данелії.
Працював у театрах Москви, Криму, на кіностудії «Білорусьфільм».
Загинув 26 квітня 2002 року в Москві в автомобільній катастрофі, коли їхав на урочистості з нагоди присудження премії «Ніка».

## Фільмографія
- 1973: «Про Вітю, про Машу і морську піхоту»
- 1975: «Лісові гойдалки»
- 1979: «Час вибрав нас»
- 1983: «Чорний замок Ольшанський»
- 1986: «Знак біди»
- 1988: «Наш бронепоїзд»
- 1995: «Гра уяви»
- 2001: «У серпні 44-го…»[1] (за романом Володимира Богомолова);

та інші.